# Klyuch
Klyuch (en bulgare : Ключ) est un village bulgare aussi connu sous le nom de Kleidion en grec médiéval et Clidium en latin. Il est situé au sud-ouest de la Bulgarie au sein de la municipalité de Pétritch dans la province de Blagoevgrad. En 2005, sa population s'élève à 1 113 habitants. 
Klyuch se situe au niveau des racines septentrionales des monts Bélès au sud de la rivière Stroumitsa dans la région géographique de la Podgorie. Le climat est de type méditerranéen transitionnel avec un pic des précipitations en hiver.
Le village est principalement connu pour avoir été le théâtre de la bataille de Kleidion le 29 juillet 1014 lors de laquelle l'armée bulgare du tsar Samuel Ier est mise en déroute par l'empereur byzantin Basile II. Selon les récits des chroniqueurs de l'époque, Basile II aurait séparé les 14 000 prisonniers bulgares en groupe de 100 et en aurait aveuglé 99, le dernier étant seulement éborgné pour pouvoir guider les autres.
A cinq kilomètres au nord du village se trouvent les ruines de la forteresse de Samuel construite entre 1009 et 1013. Enfin, Klyuch est aussi connue pour avoir été le lieu d'observations supposées d'OVNI par Kiril Yakimov. 
L'international bulgare de football Spas Delev est né à Klyuch en 1989.